# 九华天池风景区
九华天池风景区，位于安徽省池州市贵池区东南端，是中华人民共和国国家4A级景区、国家生态旅游示范区、国家级水利风景区之一。景区以山水民俗为主题。因“天池”（四岭水库）建造于高山之上而得名。
九华天池风景区位于贵池区马衙街道岱岭村村以南，东邻墩上街道，南与里山街道隔山相望，占地逾20平方公里。
九华天池风景区始建于2007年，现隶属于池州市华池实业有限公司。

## 历史
九华天池风景区始建于2007年，现隶属于池州市华池实业有限公司。2013年被评为国家4A级旅游景区。

## 景点
一期项目：
- 龙池。位于景区入口附近，即1959年建成的马衙水电站[3]。
- 冰河石谷。位于龙池上游。根据20世纪30年代李四光考察九华山及周边后，认为九华天池风景区所在位置只能形成冰斗和悬冰川而命名[3]。
- 古香作坊。古代制作供佛香料的作坊遗址[3]。
- 九华天池。即四岭水库，乃是池州地区的“红旗渠”[3]。

二期项目：
- 历史文化区。四岭水库南侧山顶。含冷泉漂流、高空滑索、天池游船、矮人部落。仅由一条往复式地面缆车与天池广场相连，无登山步道。

## 收费
- 门票：80元[1]。

## 配套

### 交通
公交：
- 池州32路（九华天池风景区专线）：池州汽车总站－九华天池风景区[1]。

自驾：
- 沪渝高速池州出口：齐山大道－永明路（ 318国道）－陵阳大道（ 318国道）－天池大道。
- 沪渝高速池州东（九华山机场）出口：凤鸣大道（ 228省道）－陵阳大道（ 318国道）－天池大道。

### 食宿
- 天池人家大酒店

### 购物
- 天池古街

## 周边景区
- 九华山风景区（国家5A级）（相距22千米）
- 平天湖风景区（国家4A级）（相距7.9千米）
  - 齐山风景区（国家4A级，相距8.3千米）
- 池州市杏花村文化旅游区（国家4A级，相距16千米）